# Трильби (роман)
Трильби (англ. Trilby) — второй и имевший наибольший успех роман английского писателя и художника Джорджа Дюморье, вышедший в свет в 1894 году. 
Вскоре после издания этот роман, фантастический по своему содержанию, стал бестселлером как в Великобритании, так и в США. В Англии подряд один за другим было выпущено 7 изданий «Трильби», в Соединённых Штатах в течение нескольких месяцев было напечатано до 100 тысяч экземпляров этого романа. Имя главного злодея в этом произведении, иудея-гипнотизёра Свенгали, становится нарицательным, его образ, в том числе карикатурный, зачастую используется в антисемитской пропаганде. В то же время именем главной героини, певицы Трильби, был назван городок во Флориде, и разновидность шляпы типа «федора». 
По мотивам романа «Трильби» создаются многочисленные кинофильмы, театральные постановки и музыкальные произведения.

## Содержание
Роман «Трильби» был написан в двух частях. 
В первой части рассказывается о жизни трёх друзей-художников, англичан Тэффи Уинна, Билли Багота и Сэнди Макалистера в Париже, где они снимают мастерскую в Латинском квартале. Здесь их часто посещают их знакомые музыканты Свенгали и Гекко, а также молодая певица, красавица Трильби o'Фаррел. Свенгали обладает исключительно отвратительными как внешностью, так и характером, однако также необычайными музыкальными способностями, за что трое друзей принимают его в свой круг. Девушка же приходится по душе всем троим друзьям, но особенно близкой она становится Билли, который страстно влюблён в Трильби, и она отвечает ему взаимностью. Однако на неоднократные предложения Билли выйти за него замуж Трильби отвечает решительным отказом. Дело в том, что в прошлом она зарабатывала на жизнь как модель для живописцев, позируя им обнажённой, и поэтому считает себя тем самым опозоренной и не могущей более стать женой джентльмена. Даже выйдя за него замуж, она всегда будет себя чувствовать несчастной и недостойной своего мужа. Так объясняет ей ситуацию мать Билли, посетившая девушку после того, как узнаёт о возможной свадьбе своего сына. Трильби смущена и опечалена, и она даёт обещание никогда с ним больше не видеться. Трильби после всего этого уезжает из Парижа, вслед за ней возвращаются в Англию, в родной Девоншир, и Билли с матерью. Оставшихся в Париже двух друзей постепенно охватывает чувство покинутости и одиночества, так как даже Свенгали прекращает свои посещения. В конце концов оба они также уезжают, чтобы каждый сам по себе мог попутешествовать, испытать новые впечатления и увидеть иные страны. На этом заканчивается первая часть романа. 
Вторая часть повествует о событиях, произошедших по истечении пяти лет. Трое друзей вновь встречаются, на этот раз уже в Лондоне. Билли Багот теперь известный и успешный художник, у него своя мастерская в центре города. Вскоре они узнают о выступлениях певицы, обладающей необыкновенным музыкальным талантом и волшебным голосом, которую в свете знают под псевдонимом «Ла Свенгали». Заинтересовавшись, молодые люди по описанию узнают свою прежнюю подругу Трильби. Но они такую идентификацию считают невозможной потому, что их Трильби была абсолютно лишена музыкальности. Поэтому, узнав о предстоящих гастролях её в Париже, все трое отправляются туда и действительно видят на сцене ту самую девушку, которую так любил Билли. Тем загадочнее для них становится превращение той Трильби в великую певицу. Они не знают, что это стало возможным благодаря действию волшебства, чёрной магии и гипнотизма, которыми обладает зловещий Свенгали. Перед каждым выступлением он вводит певицу в состояние транса, превращает её своим колдовством в очеловеченный музыкальный инструмент, на котором чародей «играет» и вызывает этим необыкновенные звуки пения. После своего возвращения со сцены же Трильби не в состоянии что-либо вспомнить и не может поверить рассказам о своих успехах. Во власти Свенгали Трильби превращается в его послушную марионетку, безропотно выполняющую все его желания и требования. Свенгали — гениальный музыкант, но злой гений. Под его управлением девушка становится чем-то вроде певческой машины, механизмом, издающим волшебное звучание. Мошенничество внезапно раскрывается во время одного из концертов, когда заболевший Свенгали не может дирижировать на сцене и находится в зале среди зрителей. Там же присутствуют и трое друзей, которые с некоторых пор находятся с ним в состоянии вражды. Ревнуя девушку к Билли, который её по-прежнему любит, Свенгали лишает пение Трильби своей колдовской помощи, и её выступление заканчивается скандалом. Свенгали умышленно старается унизить её перед Билли и её почитателями на этом концерте. Свенгали наслаждается позором своей жертвы, оно веселит и развлекает его. Однако эта постыдная радость была для него также и последней. Мага и гипнотизёра убивает здесь же, в ложе театра, сердечный приступ. Вместе с его смертью оканчивается и эта его волшебная власть над Трильби. Она приходит в себя и никак не в состоянии понять, как очутилась на этой сцене и что она тут делает. Трое друзей пробираются через толпу к ней и уводят девушку. Но Трильби заболевает и всё больше и больше страдает. Она прикована к постели, и за ней ухаживают тётка Свенгали Марта, питавшая к девушке добрые чувства, и раскаявшаяся в своём её неприятии мать Билли. Как-то раз ей в руки попадает фотографическая карточка, на которой снят Свенгали. Увидев его, Трильби вновь впадает в состояние транса и начинает петь так же прекрасно, как когда-то. Но это её последняя, самая прекрасная песня. Допев её до конца, Трильби падает на постели без чувств и умирает. Билли также ненадолго пережил свою возлюбленную.

## Фильмография
- Трильби, (1914) - британский фильм режиссёра Гарольда М. Шоу, в ролях Герберт Бирбом Три и Вива Биркетт
- Трильби, (1915) - американский фильм режиссёра Мориса Турнера, в ролях Уилтон Лакайе и Клара Кимболл Янг
- Трильби, (1923) - американский фильм, в ролях Андре Лафайетт и Крейтон Хейл
- Свенгали, (1927) - немецкий фильм режиссёра Пауля Вегенера
- Свенгали, (1931) - американский фильм с Джоном Берримором и Мэриен Марш в главных ролях
- Свенгали, (1954) - британский фильм с Дональдом Вольфитом
- Свенгали, (1983) - американский телевизионный фильм с Питером О'Тулом и Джоди Фостер в главных ролях

По мотивам романа «Трильби» создан также «Призрак оперы» Гастона Леру.